# Fondo di indennizzo risparmiatori
Il fondo di indennizzo risparmiatori (FIR) è un particolare fondo istituito dalle leggi della Repubblica Italiana, la quale prevede un rimborso nei casi di liquidazione coatta amministrativa di banche nei casi previsti dalla legge. Esso è stato istituito dalla Legge di bilancio 2019.

## Caratteristiche
Il FIR ha lo scopo di indennizzare coloro che hanno subito un pregiudizio ingiusto "da parte di banche e loro controllate aventi sede legale in Italia, poste in liquidazione coatta amministrativa dopo il 16 novembre 2015 e prima del 1º gennaio 2018, in ragione delle violazioni massive degli obblighi di informazione, diligenza, correttezza, buona fede oggettiva e trasparenza, ai sensi del testo unico delle disposizioni in materia di intermediazione finanziaria, di cui al decreto legislativo 24 febbraio 1998, n. 58". La legge italiana,e in particolare l'art. 1 commi 493-494 del Legge 30 dicembre 2018, n. 145 (Legge di bilancio 2019), stabilisce i requisiti e i criteri per l'erogazione dell'indennizzo.
Il FIR ha lo scopo di rimborsare in parte le azioni e obbligazioni subordinate, mentre i soggetti che possono ottenere l'indennizzo sono le persone fisiche nonché alcune categorie di imprenditori e altri soggetti definiti all'interno dell'art. 1, comma 494 e succ. della Legge di bilancio 2019, dove sono specificati i casi in cui è previsto l'indennizzo. I rimborsi dei conti correnti bancari di banche in liquidazione coatta amministrativa sono invece garantiti fino a un certo importo e in maniera pressoché universale all'interno dell'Italia (nonché dell'Unione europea) dai fondi di garanzia dei depositanti.
L'indennizzo è istituito nello stato di previsione del Ministero dell'economia e delle finanze con una dotazione iniziale di 525 milioni di euro per ciascuno degli anni 2019, 2020 e 2021. Il limite massimo dell'indennizzo è fissato a 100000 euro e viene erogato fino all'esaurimento dello stanziamento previsto.
La Legge di bilancio 2020 ha prorogato i termini per la presentazione delle domande di rimborso, oltre a prevedere delle modifiche ad alcuni commi del Legge 30 dicembre 2018, n. 145 (Legge di bilancio 2019).

## Riferimenti normativi
- Art. 1, commi 493-507 della Legge 30 dicembre 2018, n. 145 - Bilancio di previsione dello Stato per l'anno finanziario 2019 e bilancio pluriennale per il triennio 2019-2021
- Art. 36 del Decreto-Legge 30 aprile 2019, n. 34 - Misure urgenti di crescita economica e per la risoluzione di specifiche situazioni di crisi (Decreto crescita).
- Decreto ministeriale 4 luglio 2019 - Nomina e relativi compensi dei componenti della Commissione tecnica di cui all'art. 1 comma 501 della Legge 30 dicembre 2018, n. 145.
- Decreto ministeriale 8 agosto 2019  - Presentazione delle istanze di indennizzo al Fondo indennizzo risparmiatori (FIR)
- Art. 1 commi 237-238 della Legge 27 dicembre 2019, n. 160 - Bilancio di previsione dello Stato per l'anno finanziario 2020 e bilancio pluriennale per il triennio 2020-2022 (Legge di bilancio 2020).